# Južna Kalifornija
Južna Kalifornija (angleško Southern California, okrajšano So Cal ali SoCal, špansko Sur de California) je regija na jugu ameriške zvezne države Kalifornije. Uradne razmejitve ni, največkrat pa se izraz nanaša na ozemlje južno od gorovja Tehachapi, ki leži 113 km severno od Los Angelesa. Južna meja je državna meja z Mehiko, na vzhodu meji na Arizono in Nevado, na zahodu pa se razprostira Tihi ocean.
S 23 milijoni prebivalcev je Južna Kalifornija drugo najgosteje poseljeno območje ZDA, tik za somestjem BosWash na vzhodni obali. Večina prebivalstva živi ob obali, v notranjosti pa je suha in redko poseljena regija imenovana Inland Empire. Administrativno se deli na sedem okrožij: Los Angeles, Orange, San Diego, San Bernardino, Riverside, Ventura in Imperial.